# Дашкины
Дашкины (князь Дашкины, тат. Daşkinnar, Дашкиннар) — татарский княжеский род.  
Род записан в VI часть родословных книг Пензенской, Оренбургской и Уфимской губерний. 

## Происхождение и история рода
История рода насчитывает более 500 лет и тесно связана с Темниковской Мещерой, принадлежит к многочисленной группе татарских княжеских родов, имеющих общего предка золотоордынского князя Саид-Ахмета, выходца из Сарая. Саид-Ахмет по ярлыку хана Тахты (1298 г.) основал поселение в среднем течении реки Мокша, от его потомка князя Бехана происходят такие фамилии как Акчурины, Кудашевы, Дашкины и многие другие (Беханиды). В 1509 г. по грамоте Василия III князь Акчура мурза Адашев пожалован княженьем над Конялскою мордвою в районе крепости Темникова. 
Существует несколько версий происхождения фамилии, наиболее удачной представляется следующая — корень фамилии тюркско-татарский — ТАШ (камень), к которому добавлен уменьшительно-ласкательный суффикс КАЙ. То есть ТАШКАЙ — камушек, фактически Дашка и есть русифицированное написание имени-прозвища ТАШКАЙ. Родоначальник Дашкиных, Дашка мурза Ходяков является внуком Акчуры, он жил во второй половине XVI в — начале XVII в и «за службы его жалован был поместным окладом четыремястами четвертями и с крестьяны». Дашка помещик и вотчинник Темниковского и Арзамасского уездов. В грамоте боярина и воеводы князя Д. М. Пожарского от 7 августа 1612 года его сын Сюнчалей названы князьями, а два других сына Дашки — Ишмакай и Алмакай мурзами. В последующих официальных документах все потомки князя Дашки названы князьями.
Населенными имениями владели одиннадцать мурз Дашковых (1699).
В начале XVIII на основании Указа Петра I изданного (03 ноября 1713), поместья Дашки были отписаны на государя, а сами они положены в подушный оклад. До этого указа Дашкины владели землями и крестьянами в деревне Средняя Елюзань (ныне Пензенская обл.), деревне Дашкино (ныне Республика Мордовия) После конфискации имущества мурзы Дашкины проживали в деревнях Горный Шуструй Кадомского уезда, Ишмакаево и Чёрный Студенец Краснослободского уезда. Надо отметить, что в настоящее время во всех указанных населённых пунктах проживает очень много представителей рода Дашкиных.
В 1797 году начинается переселение Дашкиных в Оренбургскую губернию, на территорию современной Республики Башкортостан переселились Юней Шабанов и Юсуп Бахтеев с семьями. После настойчивой переписки, которую вёл Юсуп Бахтеев во время правления Екатерины II, семья Юсупа Бахтеева была восстановлена в дворянском достоинстве. Весьма примечателен тот факт, что это было первое в истории России восстановление в дворянском достоинстве «татарских мурз и князей мусульманских». Указ подписанный Екатериной II гласил: «По рассмотрению поднесенного нам от Сената доклада повелеваем жительствующего в Уфимском наместничестве мурзу Юсупа Бахтеева сына Дашкина, доказавшего благородное его происхождение, со всем его семейством в двадцати душах состоящем, из подушного оклада выключить».
Не все ветви рода Дашкиных смогли восстановить дворянское достоинство, так например потомки Сюнчалея старшего сына Дашки, в начале XIX века переселились в деревню Буздяк, Шланлыкулово и Мавлютово (ныне Республика Башкортостан) из Пензенской губернии, все они оставались в сословии государственных крестьян, по крайней мере, сведений о восстановлении в дворянском достоинстве представителей этих ветвей нет, хотя о таких попытках известно.Оставались в крестьянском сословии все потомки Дашки в местах изначального проживания.
Дашкины вступали в браки с представителями других известных татарских фамилий: правнук Дашки Бегей (1637-?), был женат на княгине Гуляй Еникеевой, Дочь Алмакая и Амины — Ханифа была замужем за Муххамед-Садык Рамеевым, из рода Рамеевых знаменитых татарских промышленников, предпринимателей и меценатов. Поручик Габейдулла Хусаинов сын князь Дашкин (1829—1907) был женат на дочери капитана князя Акчурина Фаризе, поручик Абубакир Хусаинов сын князь Дашкин (1834—1869) был женат на дочери хорунжего князя Чанышева Зогуре. Значительная часть мужчин, из рода Дашкиных служила, в армии добиваясь при этом успехов в продвижении по службе в престижных соединениях. Князь Ахтям Муртазин Дашкин четыре года служил в знаменитом лейб-гвардии Семёновском полку, после чего в чине прапорщика был переведён на службу в Оренбургский гарнизонный полк, дослужился до майора. Князь Усман Гумеров сын Дашкин выслужил офицерский чин, служил в Оренбургском гарнизонном полку в чине поручика. 

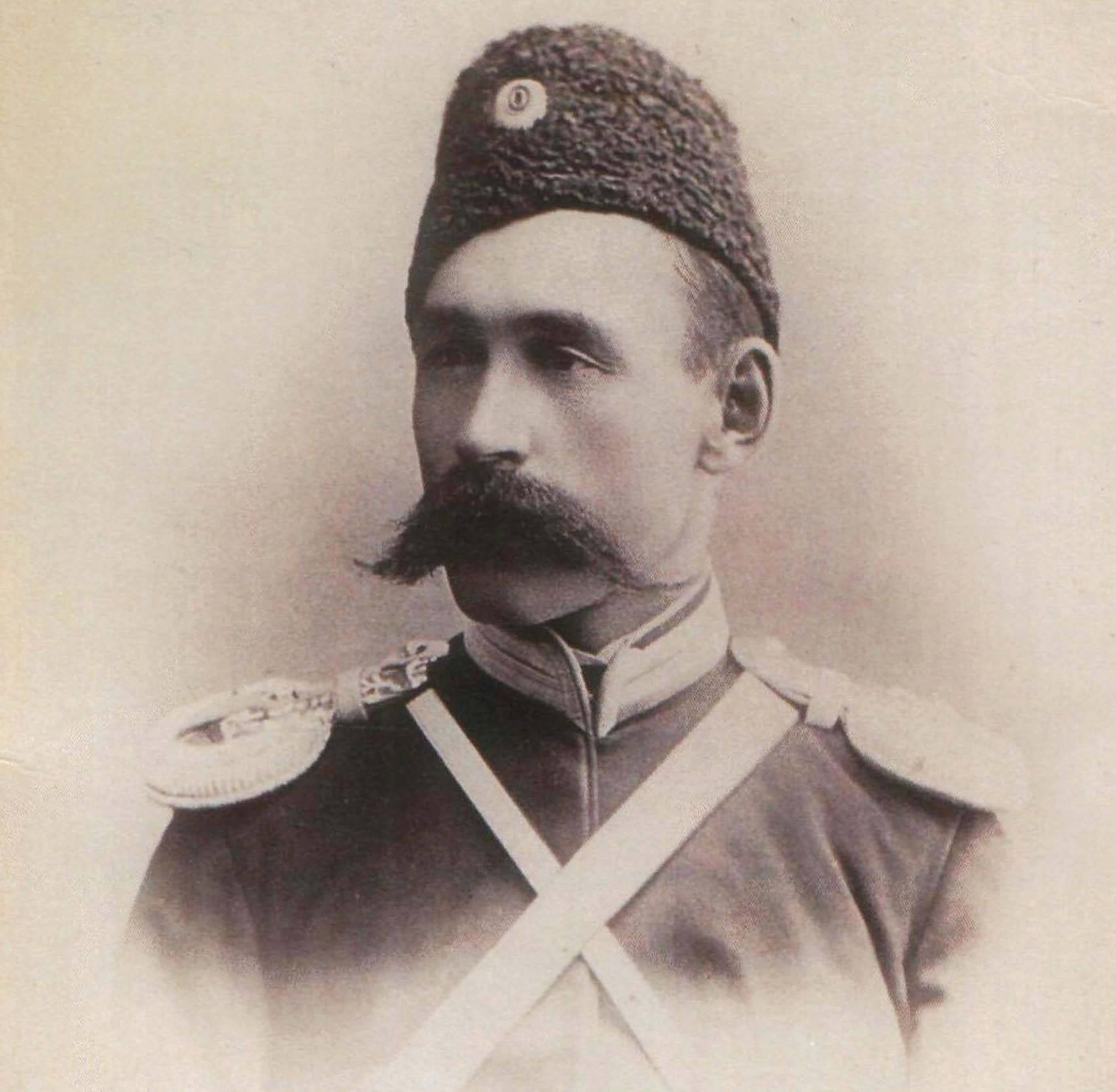
Портрет генерал-майора Зулькарнаина Дашкина

Стоит отметить Дашкиных станицы Ключевской 3-го ВО ОКВ, корни этой ветви так же идут из родового гнезда — деревни Верхнее Яушево и имеют восстановленное хлопотами Юсупа Бахтеева дворянское достоинство. Представитель этой семьи Зюлькарнаин Дашкин, сын войскового старшины Шангарея Ягофаровича Дашкина, прошёл по службе путь от должности младшего писаря до командира 14-го ОКП, после увольнения по домашним обстоятельствам от службы с награждением чином генерал-майора, участвовал в боях с Красной Армией находясь в распоряжении Штаба Оренбургской Армии атамана Дутова. При отступлении семья осталась в Орске, сам Зюлькарнаин Дашкин пропал без вести.
После 1917 года да и позднее очень многих Дашкиных судьба развела и по разные стороны баррикад и разметала по всему миру. Дашкиных можно встретить не только во всех странах бывшего СССР, но и в США, Турции, Японии, Бельгии. В России по-прежнему, очень много Дашкиных проживает в Пензенской области, Мордовии, Башкортостане, Москве и С.Петербурге. В крупных городах очень быстро идёт процесс ассимиляции, таким образом, русская по форме фамилия может стать таковой и по содержанию. Дашкины на протяжении четырёхсот лет верой и правдой служили и служат Отечеству, лучшие представители рода многое сделали для укрепления страны. Начиная от родоначальника Дашки «его не стало в полках под Москвою», многие отдали свою жизнь, находясь на службе в периоды военных кампаний, добросовестно и успешно трудились и продолжают трудиться в мирное время.

## Генетический паспорт
Исследование ДНК Y-хромосомы представителей князей Акчуриных, Кудашевых, Дашкиных и Кашаевых, имеющих общего предка по мужской линии князя Акчуру Адашева, выявило у них гаплогруппу J2b2.